# Johnny Shines
John Ned "Johnny" Shines (Memphis, 26 aprile 1915 – Tuscaloosa, 20 aprile 1992) è stato un chitarrista e cantante statunitense.

## Discografia
- Last Night's Dream (Warner Bros. Records, 1968)
- Johnny Shines: Blues Masters vol. 7 (Blue Horizon Records, recorded May 1968)
- Johnny Shines with Big Walter Horton (Testament Records, 1969)
- Willie Dixon: I Am the Blues (November 1969)
- Standing at the Crossroads (Testament, 1970)
- Sittin' on Top of the World (Biograph Records, 1972)
- Chicago Blues Festival 1972 (Black & Blue Records, 1973)
- Johnny Shines & Co. (Biograph, 1973)
- Johnny Shines (Advent Records, 1974)
- Too Wet to Plow (Blue Labor Records, 1977)
- Hey Ba-Ba-Re-Bop! (Rounder Records, 1978)
- To Wet To Plow (Tomato Records, 1989)
- Back to the Country (Blind Pig Records, 1991)
- Traditional Delta Blues (Biograph, 1991)
- Mr. Cover Shaker (Biograph, 1992)
- Skull & Crossbones Blues (High Tone, 2003)
- Johnny Shines: The Blues Came Falling Down - Live 1973 (Omnivore Recordings, 2019)